# Jonas Persson (Handballspieler)
Jonas Persson (* 17. März 1969) ist ein schwedischer Handballtrainer und ehemaliger Handballspieler.
Der linke Rückraumspieler spielte für die schwedischen Vereine LUGI HF, Stavsten IF und H 43 Lund, bei dem er 2005 seine Karriere beendete.
In der Schwedischen Nationalmannschaft debütierte Jonas Persson 1988. Bei der Weltmeisterschaft 1990 schlug er im Finale überraschend die Sowjetische Mannschaft und wurde Weltmeister. Bis 1991 bestritt er 40 Länderspiele, in denen er 69 Tore erzielte.
Jonas Persson arbeitet als Jugendtrainer bei H 43 Lund.
Sein Sohn Isak wurde bei der Handball-Europameisterschaft 2022 Europameister.